# Bolowa
Bolowa est une localité du Cameroun située dans le département du Mayo-Kani et la Région de l'Extrême-Nord. Elle fait partie de la commune de Mindif et du canton de Mindif rural.

## Population
Lors du recensement de 2005, 188 personnes y ont été dénombrées.